# 維也納 (密蘇里州)
維也納（英語：Vienna）是位於美國密蘇里州瑪麗縣的城市。同時該地也是瑪麗縣的縣治。

## 人口
根據2020年美國人口普查的數據，維也納的面積為2.77平方千米，皆為陸地。當地共有人口581人，而人口密度為每平方千米210人。